# Тинто де верано
Ти́нто де вера́но (исп. Tinto de verano — «красное летнее [вино]») — популярный в Испании холодный винный коктейль, похожий на сангрию, но с меньшим количеством ингредиентов. Напиток возник в начале XX века в Кордове: хозяин придорожного трактира Федерико Варгас придумал угощать посетителей коктейлем из красного вина и содовой под названием «Варгас».
Обычно напиток изготавливают из красного вина и подслащённой газированной воды в пропорции 1:1, хотя пропорции могут варьироваться в зависимости от региона Испании и желаемого вкуса. Иногда в напиток добавляют ром. Другие варианты включают красное вино, смешанное с лимонадом, апельсиновыми напитками (Фанта, Kas, Mirinda) или тоником; розовое вино, смешанное с лимонадом или апельсиновыми напитками; и красное вино, смешанное с колой, известное как калимочо. Тинто де верано часто готовят дома или покупают в супермаркетах в готовом виде.